# Ergene (Fluss)
Der Ergene (antiker Name Agrianes) ist ein 281 Kilometer langer Nebenfluss der Mariza (bulgarisch Марица, griechisch Έβρος Evros, türkisch Meriç Nehri) im türkischen Teil von Thrakien (Ostthrakien).

## Name
Die antike Bezeichnung für diesen Fluss war Agrianes. Heute wird er auf Türkisch Ergene genannt, auf Neugriechisch Εργίνος (Erginos).

## Geografie
Die Quelle liegt im Strandscha-Gebirge in der Nähe der Stadt Saray, nicht weit entfernt vom Schwarzen Meer. Er mündet etwa 10 km nördlich der Stadt İpsala in die Mariza, die hier die Grenze nach Griechenland bildet. Das Einzugsgebiet umfasst 17.323 Quadratkilometer. Im unteren Teil seines stark mäandrierenden Verlaufs ist der Fluss kanalisiert.

## Siedlungen
Größere Siedlungen am Fluss sind Uzunköprü, Pehlivanköy, Çerkezköy und Muratlı.